# Mostacillastrum ventanense
Mostacillastrum ventanense là một loài thực vật có hoa trong họ Cải. Loài này được (Boelcke) Al-Shehbaz mô tả khoa học đầu tiên năm 2006.